# Le Peuple breton
Le Peuple breton (Pobl Vreizh en bretó) és una revista mensual fundada a la ciutat de Rennes a la Bretanya el gener del 1964 quan es va constituir la Unió Democràtica de Bretanya (UDB), un partit polític autonomista amb caire socialista i ecologista. La revista depèn financerament del partit polític però la seva redacció no n'és membre i estan oberts a tot tipus de corrent d'opinió. És un mitjà de comunicació de tipus generalista, encara que convida els seus lectors a comprendre el món des d'un punt de vista de la Bretanya. Classificada com a premsa regionalista, Le Peuple breton cobreix la informació d'aquesta regió des dels anys 60. El mensual té com a subtítol Pobl Vreizh, que és la traducció al bretó.